# Sjöaremossen
Sjöaremossen är en isbana vid tätorten Väröbacka i Varbergs kommun, Hallands län, belägen cirka 2 kilometer öster om tätorten. Vid en tjärn som utnyttjats för skridskoåkning under kalla vintrar, skapade man 1979 en modern, konstfrusen bandybana med resurser för träning och spel liksom för "allmänhetens åkning". 
Bandyintresset är genuint i denna trakt. Värölaget Sunvära SK spelar Div 1 Västra och klubbens damlag återfinns säsongen 2022/2023 i högsta divisionen. Närboende Frillesås BK i grannkommunen Kungsbacka spelar båda sina hemmamatcher på Sjöaremossen, sedan 2018 som Hallands första lag i bandyns högstadivision.
I februari 2005 spelades två en damlandskamper mellan ingående i Nations Cup Women. Ryssland förlorade med 2-3 mot Finland medan Sverige vann med 9-0 mot Ryssland.
Sjöaremossens tjärn finns kvar i området (ett tiotal meter söder om anläggningen), och inbjuder till skogspromenader.